# Maqam (Musik)
Maqam, arabisch مقام, DMG maqām ‚Standort‘, wörtl. „Ort, auf dem etwas errichtet ist“, Plural Maqamen, Maqame, arabischer Plural Maqamat (مقامات, DMG maqāmāt), davon abgeleitet türkisch makam, Plural makamlar, ist die in der arabischen und türkischen, aber auch in der persischen Kunstmusik benutzte Bezeichnung für den Modus eines Musikstückes.

## Grundlegendes
Ein Maqam ist vor allem durch die ihm zugrunde liegende heptatonische Tonleiter bzw. Tonart charakterisiert, jedoch gibt es je nach Maqam eine Reihe weiterer Charakteristiken, darunter die Dominante, die Tonika, den Bewegungsverlauf der Melodie, Zäsuren, typische Eröffnungen und die Finalbildung. Die einzelnen Maqamat/Makamlar bringen verschiedene Affekte zum Ausdruck. Innerhalb der Musikstücke und Improvisationen können für den jeweiligen Maqam charakteristische Modulationsfolgen (Wechsel zu verwandten Maqamat) erfolgen. Dadurch können sich in einem Melodieverlauf auch verschiedene Dominanttöne ergeben. Am Ende eines Stückes oder einer Improvisation (Taksim) wird wieder in den ursprünglichen Maqam zurückmoduliert. Musikstücke beginnen nicht immer mit dem Grundton ihres Maqams, jedoch enden sie immer auf diesem.
Die Gesamtzahl der Maqamat/Makamlar geht in die Hunderte, diese sind bzw. waren aber nicht alle überall und gleichermaßen gebräuchlich. Außerdem unterscheiden sich arabische Maqamat und türkische Makamlar mehr oder weniger in ihrem Aufbau, obwohl die Bezeichnungen im Prinzip gleich sind. Diese sind persisch-arabischer Herkunft. Es gibt einfache und zusammengesetzte Maqamat. Komponisten haben neue Maqamat erfunden.

## Arabische Maqamat
Die Grundbausteine für die arabischen Maqāmāt sind die Adschnās (arabisch أجناس, DMG aǧnās, Singular: جنس, DMG ǧins), d. h. eine Gruppe von Trichorden, Tetrachorden und Pentachorden, aus denen die einzelnen Maqamat zusammengesetzt sind. Die Adschnas unterscheiden sich vor allem in den Intervallen zwischen den einzelnen Tönen. Bei einem Maqām sind jeweils zwei Adschnās miteinander kombiniert.
In der arabischen Musik gibt es außer Versetzungszeichen für Halbtöne auch solche für „Vierteltöne“, die in der Notenschrift durch ein  (durchgestrichenes ♭) gekennzeichnet werden, d. h., die betreffende Note wird um einen Vierteltonschritt erniedrigt, sodass zwischen ihr und der vorherigen Noten ein Dreivierteltonschritt vorliegt. Als Beispiele für arabische Maqāmāt seien angeführt:
| Maqām           | 1   | 2  | 3   | 4  | 5 | 6  | 7   | 8    |
| --------------- | --- | -- | --- | -- | - | -- | --- | ---- |
| Rāst راست       | c   | d  | ¾ e | f  | g | a  | ¾ h | c'   |
| Nahāwand نهاوند | c   | d  | es  | f  | g | as | h   | c'   |
| Ḥiǧāz حجاز      | d   | es | fis | g  | a | b  | c'  | d'   |
| Sīkāh سيكاه     | ¾ e | f  | g   | as | h | c' | d'  | ¾ e' |

Die Festlegung von Vierteltönen für die arabische Musikwelt war ein Kompromiss, da faktisch in verschiedenen Regionen und auch in Abhängigkeit vom entsprechenden Maqaām unterschiedlich starke tonale Akzentuierungen verwendet werden. Beispielsweise wird im Maqām Ḥiǧāz Ġarīb حجاز غريب (alter Ḥiǧāz) der zweite Ton etwas erhöht (es+) und der dritte Ton etwas erniedrigt (fis−).

## Türkische Makamlar
In der türkischen Kunstmusik gibt es 13 grundlegende Makamlar (basit makamlar), aus denen alle anderen (insgesamt fast 600) ableitbar sind.
Häufig vorkommende Makamlar sind z. B. Rast, Nihavend, Uşşak, Hüseyni, Hicaz und Hüzzam.
Um die Intervalle innerhalb eines Makams genau wiederzugeben, kann man diese mit Hilfe der Einheit Cent angeben. Ein Cent ist 1/100 des gleichstufig temperierten Halbtons. Eine Oktave besteht aus 1200 Cents. Mit dieser Einheit können die pythagoreischen Intervalle innerhalb der Oktave genau beschrieben werden. Es seien hier zur Veranschaulichung einige der Skalen (in gerundeten Cents) mit den jeweiligen Abständen von Ton zu Ton aufgeschlüsselt:
| Makam    | Grundton | zum 2. | zum 3. | zum 4. | zum 5. | zum 6. | zum 7. | zum 8. | vergleichbar mit                                                                                              |
| -------- | -------- | ------ | ------ | ------ | ------ | ------ | ------ | ------ | --- |
| Rast     | g        | 204    | 180    | 114    | 204    | 204    | 180    | 114    | G-Dur bzw. ionischer Modus                                                                                    |
| Nihavend | g        | 204    | 90     | 204    | 204    | 90     | 204    | 204    | g-Moll bzw. äolischer Modus                                                                                   |
| Uşşak    | a        | < 180  | > 114  | 204    | 204    | 90     | 204    | 204    | a-Moll, in der Praxis Annäherung an den phrygischen Modus, der jedoch noch besser mit Kürdî vergleichbar ist. |
| Kürdî    | a        | 90     | 204    | 204    | 204    | 90     | 204    | 204    | phrygischer Modus                                                                                             |
| Hüseynî  | a        | 180    | 114    | 204    | 204    | 180    | 114    | 204    | dorischer Modus                                                                                               |
| Hicaz    | a        | 90     | 294    | 114    | 204    | 180    | 114    | 204    | |
| Hüzzam   | b        | 114    | 204    | 114    | 270    | 114    | 204    | 180    | |

Hierbei erkennt man, dass es übermäßige Intervalle gibt (270 bzw. 294 Cent). Skalen mit solchen Intervallen haben einen für den Orient besonders charakteristischen Klang.
Praktischerweise wird jedoch nicht mit den für das menschliche Ohr zu feinen Cents hantiert, sondern die Ganztonintervalle werden in 9 Teile (Komma) zerlegt. Damit wird eine ausreichende Annäherung an die von Pythagoras berechneten tonalen Verhältnisse des kleineren Leimmas und der größeren Apotome innerhalb des Ganztons ermöglicht. Innerhalb der seit Johann Sebastian Bach in Mode gekommenen Wohltemperierung ist der physikalisch korrekte kleine Unterschied zwischen Leimma und Apotome für das europäisch sozialisierte Ohr verloren gegangen. Folgende Einteilungen des Ganztons wurden – anders als im westlichen Notensystem – festgelegt:
- Komma: 23,46 Cent
- Leimma: 90,225 Cent – 4 Kommata (kleiner Halbton – in der Notenschrift meist als normales ♭-Vorzeichen vor dem nächsthöheren Ganzton dargestellt)
- Apotome: 113,685 Cent – 5 Kommata (großer Halbton – in der Notenschrift meist als  vor dem nächsthöheren Ganzton dargestellt)
- kleiner Ganzton: ca. 180 Cent – 8 Kommata (in der Notenschrift meist als  vor dem nächsthöheren Ganzton dargestellt)
- (großer) Ganzton: 203,910 Cent – 9 Kommata
- kleines übermäßiges Intervall: ca. 270 Cent – 12 Kommata
- großes übermäßiges Intervall: ca. 294 Cent – 13 Kommata

So erklären sich die oben angegebenen Intervalle innerhalb der Makamlar. Diese Adaptionen des europäischen Notensystems waren notwendig, um sich in der schriftlichen Konservierung und Weitergabe der tatsächlichen Musik anzunähern. Mit Hilfe des Leimmas und des Kommas sowie der Differenz aus beiden (ca. 66 Cent) lässt sich ein theoretisches Tonsystem etablieren, das die Oktave in 24 Stufen einteilt, so wie es der türkische Musikwissenschaftler Suphi Ezgi beschrieben hat.
Die den Makamlar zugrunde liegenden Skalen bestehen jeweils aus einem bestimmten Pentachord und einem daran anschließenden Tetrachord (bzw. umgekehrt), wobei diese einem Inventar von acht Tetrachorden und zwölf Pentachorden entstammen.
Im Beschreibungssystem mittels Komma ergeben sich folgende Tonabstände für zwei beispielhafte Pentachorde:
| Pentachord | Tonintervall       | Abstand in Kommata |
| ---------- | ------------------ | ------------------ |
| Rast       | von g zu a         | 9 Kommata          |
|            | von a zu h (mit )  | 8 Kommata          |
|            | von h (mit ) zu c' | 5 Kommata          |
|            | von c′ zu d′       | 9 Kommata          |

| Pentachord | Tonintervall   | Abstand in Kommata |
| ---------- | -------------- | ------------------ |
| Hicaz      | von a zu b     | 4 Kommata          |
|            | von b zu cis’  | 13 Kommata         |
|            | von cis’ zu d' | 5 Kommata          |
|            | von d′ zu e′   | 9 Kommata          |

Ein kleiner Ganzton kann je nach Melodieverlauf auch um ein 1/8, 1/7 oder 1/6 niedriger als der große Ganzton gespielt werden. Bei Abwärtsbewegungen der Melodie geht die Tendenz eher in Richtung schwächerer ♭s, bei Aufwärtsbewegungen eher in Richtung schärferer. Die für die orientalische Musik typischen minimalistischen Tonmodulierungen werden vom Notationssystem nicht erfasst und können aus diesem nicht weitergegeben werden. Hier zeigt sich ein Beispiel dafür, dass das der genuin mündlichen orientalischen Musiktradition fremde, nachträglich installierte europäische Beschreibungssystem vom orientalischen Musiker flexibel ausgelegt werden muss, um seine Musik zu spielen.

## Maqamat in der Musiktherapie
Seit dem 9. Jahrhundert gibt es Berichte arabisch publizierender Gelehrter über die Wirkung der Musik auf den Menschen und die Möglichkeiten der Heilung durch Musik. Ein Arzt am Hof des abbasidischen Kalifen al-Ma'mūn erwähnte um 800 die therapeutischen Anwendung von Musik auf Geisteskranke. Der persische Arzt Haly Abbas (ʿAli ibn al-ʿAbbas al-Madschūsi, gestorben um 990 in Bagdad) behandelte Schmerzen von Kleinkindern mit Musik und brachte sie so zum Einschlafen. Gegen Fieber aus Traurigkeit und gegen Melancholie empfahl er lieblichen Gesang und die Kastenleiern Kithara und Lyra. In dem von Sultan Qalawun gestifteten und 1284 fertiggestellten Krankenhaus in Kairo waren Musiker angestellt, um die Kranken in schlaflosen Nächten zu trösten. Die Makamat wurden in der Blütezeit des Osmanischen Reiches weiterhin als Heilmethode genutzt. Es sind insgesamt für zwölf Makamat die genaue Indikation und Anwendung beschrieben. Wichtige historische Quellen dafür sind Evliya Çelebi im 17. Jahrhundert und weitere osmanische Handschriften. Auch in heutiger Zeit werden die unterschiedlichen tonalen Eigenschaften der Maqamat musiktherapeutisch noch bzw. wieder gelegentlich eingesetzt.

## Irakischer Maqām
Es gibt ein großes stilistisches Spektrum und eine Vielzahl von Kompositionen. Die Vokalsolisten (irakisch-arabisch قارىٔ, DMG qāri’, wörtlich: Rezitator) improvisieren über arabische Lyrik, metrisch begleitet von klassischen Instrumenten wie der Brettzither santur, der vierseitigen Stockgeige dschauzah (جوزة, DMG ǧauza), dumbak, einer tief gestimmten Handtrommel und einem Tamburin (daf). Trotz des wachsenden Einflusses westlicher Musik haben Maqām-Improvisationen nichts von ihrer Beliebtheit verloren. Wegen der politischen Situation finden Aufführungen allerdings vermehrt in privatem Rahmen statt. Irakischer Maqām wurde 2008 in die UNESCO-Liste des immateriellen Kulturerbes der Menschheit aufgenommen.

## Iranischer Maqām
Auch die Tonskalen bzw. modalen Systeme der iranischen Musik werden jeweils als arabisch-persisch مقام, DMG Maqām (im maßgeblichen Teheraner Stadtdialekt auch Maghām ausgesprochen) bezeichnet. Dieser Terminus war vor der Neukodifizierung des Dastgah-Systems im ausgehenden 19. Jahrhundert in Iran allgemeingebräuchlich.
Es gibt, beruhend auf gemeinsamen (insbesondere safawidischen) Quellen, Ähnlichkeiten zu den arabischen und türkischen tonalen Systemen, woher sich auch die sprachlichen Entsprechungen, wie zum Beispiel Uşşak für einen türkischen Makam und Oschāq (arabisch-persisch عشاق, DMG ‘Uššāq, wörtl. „die Liebenden“) für eine persische Guscheh, ableiten lassen.
In der Provinz Chorasan sind die Bakhshi genannten Musiker für ihre Maghām-Interpretationen bekannt, die 2010 ebenfalls als internationales immaterielles Kulturerbe anerkannt wurden.

## Tadschikischer und usbekischer Schaschmaqam
Schaschmaqam ist der bekannteste Kunstmusikstil der tadschikischen Musik, der im Osten Usbekistans und im Norden Tadschikistans gepflegt wird. Er erhielt seine heutige Gestalt im 18. Jahrhundert im Emirat Buchara und ist mit den Städten Samarkand und Buchara verbunden.

## Aserbaidschanischer Mugham
Der Mugham (Muğam) ist eine Kompositionsform der aserbaidschanischen Kunstmusik, zu dem die getragenen Balladen des Tasnif gehören und der sich von den Aşık-Liedern der Volksmusik unterscheidet. Die Bezeichnung ist die aserbaidschanische Aussprachevariante des arabischen Terminus Maqām.